# SN 1999dq
SN 1999dq – supernowa typu Ia-pec odkryta 15 września 1999 roku w galaktyce NGC 976. Jej maksymalna jasność wynosiła 14,68m.